# Condado de Long (Geórgia)
O Condado de Long é um dos 159 condados do Estado americano de Geórgia. A sede do condado é Ludowici, e sua maior cidade é Ludowici. O condado possui uma área de 1 045 km², uma população de 10 304 habitantes, e uma densidade populacional de 10 hab/km² (segundo o censo nacional de 2000). O condado foi fundado em 14 de agosto de 1920.